# Fitz Hall
Fitz Benjamin Hall (Walthamstow, 20 december 1980) is een voormalige Engelse voetballer die onder meer uitkwam voor Watford FC, Newcastle United en Southampton FC. Nadat hij in 2014 stopte is hij actief als voetbalmakelaar

## Clubcarrière
Fitz Hall genoot zijn opleiding als voetballer bij West Ham United waar hij in een lichting zat met onder andere Paul Konchesky, Bobby Zamora en Jlloyd Samuel. Hij werd toch al snel te licht bevonden en kwam terecht bij Barnet FC. In de periode dat hij daar actief was speelde hij geen enkele wedstrijd in het eerste.
Pas in 2004 kwam hij bij Crystal Palace FC terecht, hij hield het daar langer dan één seizoen vol. Iets wat hem daarvoor niet was vergeven. De seizoenen daarvoor had hij respectievelijk bij Chesham United, Oldham Athletic en Southampton FC gespeeld. Na een paar goede jaren bij Crystal Palace verdiende hij een transfer naar Wigan Athletic. In de twee seizoenen die hij daar speelde wist hij echter niet te overtuigen.
In januari 2008 ging Hall naar Queens Park Rangers waar hij momenteel nog steeds actief is. Inmiddels is hij uitgegroeid tot een vaste waarde in het team en draagt hij de aanvoerdersband. Een kleine periode tussendoor werd hij nog uitgeleend aan Newcastle United. In juli 2012 vertrok hij definitief bij de club en maakte hij transfervrij de overstap naar Watford FC.

## Erelijst
Newcastle United
- Football League Championship

2010
 Queens Park Rangers
- Football League Championship

2011

## Trivia
- Fitz Hall had ooit als zestienjarige een minirolletje in de film The Fifth Element.